# Нагорный (Увельский район)
Наго́рный — посёлок в Увельском районе Челябинской области. Входит в Кичигинское сельское поселение.

## География
Село расположено рядом с автодорогой А310 Челябинск — Троицк. Расстояние до районного центра, Увельского, 18 км.

## История
В 1935 году в нескольких километрах к северо-востоку от села Кичигино было открыто Кичигинское месторождение формовочных песков, были заложены 3 ведомственных карьера (для нужд ММК и ЧТЗ). В 1956 при карьерах образован поселок. Ныне в Нагорном действует ОАО «Кварц» — крупный горно-обогатитительный комбинат.

## Население
| 2002 | 2010  |
| ---- | ----- |
| 1106 | ↗1177 |

По данным Всероссийской переписи, в 2010 году численность населения посёлка составляла 1177 человек (547 мужчин и 630 женщин).

## Улицы
Уличная сеть посёлка состоит из 14 улиц и 1 переулка.

## Инфраструктура
В поселке имеются средняя школа, дом культуры, детский сад, библиотека, магазины, фельдшерско-акушерский пункт, отделение банка. В 2007 освящен храм во имя Николая Чудотворца.

## Транспорт
Благодаря близости с автодорогой А310 село обеспечено транзитным автобусным сообщением, как с областным центром, так и с другими городами Челябинской области, такими как Южноуральск, Троицк, Магнитогорск, Пласт, Еманжелинск. Кроме того, в 1,5 километрах южнее села расположена станция Формачёво, через которую следуют электропоезда по маршруту Карталы — Челябинск.